# Белмонт (містечко, Вісконсин)
Белмонт (англ. Belmont) — місто (англ. town) в США, в окрузі Лафаєтт штату Вісконсин. Населення — 794 особи (2020).

## Демографія
Згідно з переписом 2010 року, у місті мешкало 767 осіб у 270 домогосподарствах у складі 181 родини. Було 284 помешкання
Расовий склад населення:
| - 96,9 % — білих - 1,4 % — азіатів - 0,1 % — чорних або афроамериканців |

До двох чи більше рас належало 0,8 %. Частка іспаномовних становила 1,8 % від усіх жителів.
За віковим діапазоном населення розподілялося таким чином: 31,2 % — особи молодші 18 років, 57,5 % — особи у віці 18—64 років, 11,3 % — особи у віці 65 років та старші. Медіана віку мешканця становила 37,6 року. На 100 осіб жіночої статі у місті припадало 100,3 чоловіків;  на 100 жінок у віці від 18 років та старших — 113,8 чоловіків також старших 18 років.
Середній дохід на одне домашнє господарство  становив 75 583 долари США (медіана — 60 268), а середній дохід на одну сім'ю — 86 245 доларів (медіана — 70 227). Медіана доходів становила 45 385 доларів для чоловіків та 32 344 долари для жінок. За межею бідності перебувало 12,5 % осіб, у тому числі 15,6 % дітей у віці до 18 років та 1,8 % осіб у віці 65 років та старших.
Цивільне працевлаштоване населення становило 379 осіб. Основні галузі зайнятості: роздрібна торгівля — 25,3 %, сільське господарство, лісництво, риболовля — 20,1 %, освіта, охорона здоров'я та соціальна допомога — 15,6 %, виробництво — 14,2 %.